# ウムル・アト＝タウィル
ウムル・アト＝タウィル（'Umr at-Tawil、タウィル・アト＝ウムル、Tawil At'Umr）は、創作作品群クトゥルフ神話に登場する架空の神性。
アラビア語で「生命長き者」を意味する言葉を名乗る。ヨグ＝ソトース配下の古ぶるしきものの長。
銀の鍵の門を越えようとするランドルフ・カーターが出会った存在。窮極の門を守護し、導く。

## 解説
名前については、アラビア語で「生命長き者」を意味する言葉とされているが、文法的に間違いがある（*ウムル・アト＝タウィルだと長き者の生涯、背が高い者の命という意味になるため）という理由で、クトゥルフ神話TRPGではタウィル・アト＝ウムルという名前が用いられている。
ヨグ＝ソトースとの関係も、配下であることは判明しているが、曖昧な書き方をされており詳細はよくわかっていない。
「古ぶるしきもの」は、原文ではAnicient Oneと表現されているが、『銀の鍵の門を超えて』作中では曖昧な書き方をされており解説に乏しい。後にグレートオールドワン＝旧支配者と同一視されることが多くなる。
オーガスト・ダーレスは「ナイアーラトテップにイタカが仕え、またウムル・アト＝タウィルがツァールを召喚する」という旨の説明をしているが、前者はストーリーに絡むものの後者は掘り下げがないため詳細は不明である。四大霊の地の精（ナイアーラトテップとヨグ＝ソトース/ウムル・アト＝タウィル）と風の精（イタカとツァール）の結託を指しているとも解釈できるが真意はわからない。

## 登場作品
- 銀の鍵の門を越えて（ホフマン・プライス＆ハワード・フィリップス・ラヴクラフト）
- 幻影の王（E・ホフマン・プライス）
- クトゥルー・オペラ（風見潤） - 邪神の一柱。カダスを閉ざす門の守護者。
- ルシャナビ通り（伏見健二） - 「ウトナピシュティム」という名前で登場する。「ウルシャナビのいざない師」という意味であり、ウルシャナビ（英語版）と関連付けられている。この作品では、ヨグ＝ソトースとウムル・アト＝タウィルが、門の奥にクトゥルフを封印しているという設定になっている。